# Ионийские источники
Ионийские источники (Ионьские гидротермы) — термоминеральные источники на Чукотском полуострове.
Относятся к территории Чукотского района Чукотского автономного округа России.
Расположены посреди ненаселённой местности в 9 км юго-восточнее озера Ёонай, в долине ручья, впадающего в реку Тэнинваам.
Низкотемпературные углекислые средне-минерализованные воды Ионийских источников относятся к типу гидрокарбонатно-хлоридных кальциево-натриевых.
Химический состав вод (мг/л): Na 1790, K 167, Ca 930, Mg 182, Li 4,24.